# 위키매피아

위키매피아 로고

위키매피아(Wikimapia)는 전 세계 누리꾼들이 만드는 세계지도이다. 러시아인 알렉산드르(Alexandre Koriakine)와 에비제니(Evgeniy Saveliev)가 위키백과와 구글 지도에서 영감을 얻어 2006년 만든 것이다. 구글 지도(Google Map) API를 이용해서 구현했다. 위키미디어 재단과는 관련이 없다.

## 기능
누리꾼은 둘레가 노란색인 사각형을 지도 상의 어느 위치에든 그려 넣을 수 있다. 사각형이 아닌 장소에는 둘레가 녹색인 다각형을 그려 넣을 수 있다.
한 장소에는 "태그", "종류", "설명"이 붙어, 그 장소를 설명한다. 태그, 종류, 설명은 64여 개의 언어로 기술될 수 있다. 검색 결과는 현위치와의 거리 순으로 정렬되기도 한다. 또한, 거리를 재거나 면적을 재는 도구 여러 가지가 제공된다.
최근, 등록된 사용자들을 위한 포럼이 개설되었다. 등록된 사용자들은 다양한 활동을 하면, 그가 갖고 있는 포인트가 올라가며, 자동적으로 관리자로 승격되기도 한다.

## 같이 보기
- 오픈스트리트맵
- 구글 지도